# Everardo Mercuriano
Everardo Mercuriano, soprannome di Everard Lardinois (Marcourt, 1514 – Roma, 1º agosto 1580), è stato un presbitero e religioso fiammingo della Compagnia di Gesù. Succedette a Francesco Borgia come Preposito Generale dell'ordine.

## Biografia
Everard Lardinois, detto Mercuriano dal villaggio natale Marcourt, un borgo rurale presso Rendeux, nel Lussemburgo, compì i primi rudimentali studi presso il curato della sua parrocchia: nel 1536 venne ammesso al collegio dei Fratelli della Vita Comune di Liegi e nel 1544 si laureò in filosofia a Lovanio. Ordinato sacerdote nel 1546, iniziò a prestare servizio pastorale a Waillet.
Dopo aver incontrato a Parigi Ignazio di Loyola ed aver fatto gli esercizi spirituali sotto la sua guida, nel 1548 decise di approfondire gli studi teologici e di chiedere di essere ammesso come novizio nella Compagnia: nel 1551 Ignazio lo invitò a raggiungerlo a Roma e gli affidò numerosi incarichi (la fondazione di un collegio a Perugia, l'ufficio di commissario delle province di Germania e dei Paesi Bassi). Il nuovo Preposito Generale dell'ordine, lo spagnolo Diego Laínez, nel 1558 lo nominò Superiore Provinciale dei Paesi Bassi, dove Mercuriano si distinse nell'opera di ricattolicizzazione e fondò numerosi collegi (Treviri, Magonza, Tournai, Cambrai, Dinant e Saint-Omer).
Nel 1565 fu di nuovo a Roma per prendere parte ai lavori del II Capitolo Generale: Francesco Borgia, nuovo Preposito della Compagnia, lo scelse come suo assistente e gli affidò l'incarico di visitatore per le province d'Austria, Germania, Francia e Paesi Bassi; morto il Borgia (1572), papa Gregorio XIII invitò l'ordine ad eleggere un Preposito non Spagnolo, così il capitolo scelse il Mercuriano. Durante il suo generalato vennero rinnovate le costituzioni dell'ordine e venne dato nuovo impulso alla sua opera missionaria, sia verso le popolazioni non cristiane dell'Asia (affidate ad Alessandro Valignano il quale affidò la Cina a Matteo Ricci), che nei confronti dei paesi protestanti (particolarmente l'Inghilterra con Edmondo Campion).
Morì nel 1580, all'età di 66 anni.